# 백주희
백주희(1976년 11월 29일 ~ )는 대한민국의 배우이다.

## 학력
- 원광대학교 무용학과

## 출연 작품

### 영화
- 《말죽거리 잔혹사》 (2004) - 고고장 여대생 1 역
- 《두 사람이다》 (2007) - 현중의 어머니 역
- 《기방도령》 (2019) - 사감 열녀 역
- 《나를 찾아줘》 (2019) - 인숙 역
- 《시동》 (2019) - 매표소 직원 역
- 《인질》 (2021) - 오 형사 역
- 《부기나이트》 (2022) - 마담 역
- 《교섭》 (2023) - 토론 프로그램 PD 역

### 드라마
- 《드라마시티 - 그녀의 별이 반짝일 때》 (2007년, KBS2)
- 《무법 변호사》 (2018년, tvN) - 노현주 역
- 《인간수업》 (2020년, Netflix) - 조미정 역
- 《그놈이 그놈이다》 (2020년, KBS2) - 조미옥 역
- 《허쉬》 (2020년, JTBC) - 이재은 역
- 《마이 네임》 (2021년, Netflix) - 강수연 역
- 《해피니스》 (2021년, tvN) - 박민지 역
- 《크레이지 러브》 (2022년, KBS2) - 마은정 역
- 《오늘의 웹툰》 (2022년, SBS) - 윤태희 역
- 《글리치》 (2022년, Netflix) - 서화정 역
- 《닥터 차정숙》 (2023년, JTBC) - 백미희 역
- 《무빙》 (2023년, Disney+) - 플러스모텔 여관 주인 역
- 《종말의 바보》 (2024년, Netflix) - 도정아 역
- 《비밀은 없어》 (2024년, JTBC) - 온복자 역
- 《유어 아너》 (2024년, ENA) - 조미연 역

### 뮤지컬
- 《베어 더 뮤지컬》 (2020) - 산텔수녀 / 클레어 역

## 수상
- 2012년 제1회 서울뮤지컬페스티벌 예그린어워드 연기예술부문 여우조연상